# 冯文海
冯文海（1944年—），河北省广平县人。中华人民共和国政治人物。

## 生平
1970年5月加入中国共产党。1973年任中共广平县委副书记；1974年任广平县委书记、革委会主任，曲周县委书记、革委会主任，曲周县委书记。1982年8月，任共青团河北省委书记；1983年2月，任邯郸地区农委主任，邯郸地区农业局局长；1992年12月，任邯郸地区行署副专员；1993年6月，任邯郸市副市长；1994年9月任中共张家口市委书记。1997年12月，任中共河北省委常委、秘书长；1998年4月任省委常委、秘书长、政法委书记；1999年2月后任省委常委、政法委书记；2001年12月任省委副书记。2002年1月—2005年1月，任中共河北省委副书记。2005年1月—2005年3月，任河北省委副书记、政协河北省委员会副主席。2005年3月，任政协河北省委员会副主席。